# Веденяпино (Мордовия)
Веденяпино — село в Теньгушевском районе. Население 205 человек (2010), преимущественно русские. Входит в Такушевское сельское поселение.

## География
Село расположено к северу от центра сельского поселения Такушево, почти сливаясь с ним. До райцентра Теньгушево — около 10 километров.

## История
Основано в начале 17 века. Название села происходит от его бывших владельцев — Веденяпиных. На 1617 год в селе была церковь, перестроенная в 1639 году, а в 1837 году их было уже две. В 1670 году недалеко от Веденяпино был разбит один из отрядов Степана Разина. По книге «Список населённых мест Тамбовской губернии» в 1866 году население Веденяпино составляло 563 человека при 63 дворах. Село в то время входило в Темниковский уезд.
В 1930 году в селе был образован Веденяпинсий колхоз.

## Инфраструктура
- Сельский клуб
- Церковь[2]

## Население
| 2002 | 2010 |
| ---- | ---- |
| 310  | ↘205 |

## Известные уроженцы
- Аполлон Веденяпин, декабрист.

## Топографические карты
- Лист карты N-38-38 Вознесенское. Масштаб: 1 : 100 000. Состояние местности на 1974 год. Издание 1982 г.
- Лист карты N-38-VII. Масштаб: 1 : 200 000. Указать дату выпуска/состояния местности.